# Shari Solanis
Shari Solanis est une actrice américaine née le 13 décembre 1977 en Pennsylvanie.

## Biographie
Originaire de Philadelphie, Shari a vécu dans un quartier juif avec sa mère et son beau-père. Son père est un vétéran du Vietnam avec qui elle est restée proche également.
Dès son plus jeune âge Shari est tombée amoureuse des arts en général et de la chanson en particulier. À 12 ans, elle fait partie d'une chorale de filles.
Par la suite, adolescente, elle se découvre une passion pour l'art dramatique et obtient un diplôme de la Philadelphia High School for Creative and Performing Arts. Les arts du spectacles aident Shari à se construire positivement.
Alors diplômée de la Philadelphia High School, Shari déménage pour New York afin de suivre les cours de l'American Academy of Dramatic Arts. En collaboration avec le New York Theatre Workshop, Shari joue le rôle d'Alissa Cruz dans une comédie musicale intitulée Mister avec Anthony Rapp. Par la suite, Shari reste dans le circuit théâtral tout en faisant quelques apparitions à la télé et au cinéma.
Shari déménage pour Los Angeles dans le but de poursuivre son rêve de comédienne et chanteuse. Après plusieurs auditions devant des directeurs de casting hollywoodien pour des rôles stéréotypés, Shari est retenue pour interpréter Angela dans le film Now & Later de Philippe Diaz en 2007. Un rôle fort, pour lequel le New York Times décrit son jeu comme : « souple et charismatique, elle (Shari) glisse autour d'un dialogue de plomb et d'un partenaire en bois avec la confiance d'une femme qui sait où réside son véritable pouvoir ».